# Nakaz zapłaty
Ten artykuł należy dopracować:

przedstawiono sytuację tylko z polskiej perspektywy – artykuł powinien być przekrojowy.
Pomóż go poprawić. 
Nakaz zapłaty – w polskim postępowaniu cywilnym rodzaj orzeczenia sądowego o charakterze merytorycznym rozstrzygającego sprawę co do istoty oraz wydawanego na posiedzeniu niejawnym.

## Nakaz zapłaty w Kodeksie postępowania cywilnego z 1930 r.
Kodeks postępowania cywilnego z 1930 r. nie wskazywał nakazu zapłaty w dziale poświęconym orzeczeniom sądowym, zawierał jednak przepisy regulujące postępowanie upominawcze oraz postępowanie nakazowe, w których orzeczeniem kończącym postępowanie był nakaz zapłaty. Była to konstrukcja na wzór obowiązującej w tamtym czasie w Austrii oraz na Węgrzech.

### Nakaz zapłaty w postępowaniu nakazowym
Nakaz zapłaty w postępowaniu nakazowym mógł być wydany na wniosek powoda, jeżeli powód dochodził wierzytelności pieniężnej albo uiszczenia innych rzeczy zamiennych i jeżeli żądanie pozwu było w całości uzasadnione dokumentami urzędowymi lub prywatnymi z podpisem urzędowo poświadczonym przez sąd lub notariusza w Polsce. Postępowanie nakazowe nie zawierało ograniczenia wartości, a więc należało do właściwości sądów grodzkich lub okręgowych na ogólnych zasadach.
Nakaz ten mógł być również wydany na wniosek powoda przeciwko zobowiązanemu z weksla lub czeku, jeżeli dokument ten był ważny i nie budził wątpliwości co do jego prawdziwości. Do pozwu należało wtedy załączyć weksel lub czek oraz wszystkie dokumenty potrzebne do uzasadnienia roszczenia. Jeżeli powód nie był bezpośrednio uprawnionym z weksla lub czeku, przejście uprawnień musiało być udowodnione dokumentem urzędowym lub prywatnym z podpisem urzędowo poświadczonym przez podmioty wskazane powyżej.
Jeżeli z przedstawionych dokumentów wynikało, że roszczenie było przedawnione, powód musiał udowodnić w pozwie także przerwanie lub wstrzymaniu biegu przedawnienia dokumentami urzędowymi lub prywatnymi z podpisem urzędowo poświadczonym przez podmioty wskazane powyżej.
Nakaz zapłaty sąd wydawał w składzie jednego sędziego bez rozprawy oraz przed doręczeniem pozwanemu odpisu pozwu, który doręczano dopiero wraz z nakazem. W razie braku podstaw do wydania nakazu zapłaty sąd rozpoznawał sprawę według przepisów ogólnych, jeżeli nadawała się ona do rozpoznania według tych przepisów w tym samym sądzie. W przeciwnym wypadku sąd pozew odrzucał.
W nakazie zapłaty sąd orzekał, że pozwany ma w ciągu tygodnia, a w zakresie roszczenia z weksla lub czeku w ciągu trzech dni, od dnia doręczenia nakazu zaspokoić roszczenie w całości wraz z kosztami albo wnieść w tymże terminie zarzuty. Już od chwili wydania nakaz stanowił tytuł zabezpieczenia, a jeżeli był wydany na podstawie weksla lub czeku stawał się ponadto natychmiast wykonalny po upływie terminu do spełnienia świadczenia. Prawomocny nakaz miał skutki prawomocnego wyroku.
Na wniosek pozwanego sąd mógł, według swojego uznania, ograniczyć zakres zabezpieczenia, a w przypadku wniesienia zarzutów również wstrzymać natychmiastową wykonalność nakazu.
Od wydanego nakazu zapłaty przysługiwały pozwanemu wyłącznie zarzuty, a powodowi wyłącznie zażalenie na orzeczenie o kosztach. Od odmowy wydania nakazu przysługiwał powodowi, na zasadach ogólnych, środek odwoławczy w postaci zażalenia. W razie jego uwzględnienia sąd drugiej instancji obligatoryjnie uchylał orzeczenie sądu pierwszej instancji oraz przekazywał ją temu sądowi do pierwszej instancji.
Pismo zawierające zarzuty było wnoszone do sądu, który wydał nakaz i powinno było zawierać wszystkie zarzuty, które zgodnie z ogólnymi zasadami musiały być zgłoszone przed wdaniem orzeczenia co do istoty. W razie skutecznego wniesienia zarzutów sąd wyznaczał rozprawę oraz zarządzał doręczenie ich odpisu powodowi, a w razie spóźnionego wniesienia zarzutów sąd odrzucał je bez rozprawy.
Po przeprowadzeniu rozprawy sąd wyrokiem utrzymywał nakaz w mocy lub uchylał go w całości lub w części i oddalał powództwo w tym zakresie.

### Nakaz zapłaty w postępowaniu upominawczym
Nakaz zapłaty w postępowaniu upominawczym mógł wydać sąd grodzki, jeżeli powód dochodził od swojego dłużnika osobistego sumy nieprzekraczającej tysiąca złotych.
Nakaz zapłaty wydawany był bez rozprawy, a odpis pozwu doręczano pozwanemu dopiero wraz z nakazem. W nakazie są orzekał, że pozwany ma w ciągu dwóch tygodni od dnia doręczenia nakazu zaspokoić roszczenie powoda w całości wraz z kosztami albo wnieść w tym terminie sprzeciw. Prawomocny nakaz zapłaty miał skutki prawomocnego wyroku.
Wydanie nakazu nie było możliwe, jeżeli jedna z poniższych okoliczności występowała choćby co do części nakazu:
- roszczenie nie nadawało się do rozpoznania w postępowaniu upominawczym lub w ogóle w procesie cywilnym,
- z samej treści pozwu wynikało, że roszczenie jest bezzasadne,
- zaspokojenie roszczenia zależało do spełnienia świadczenia wzajemnego,
- miejsce pobytu pozwanego nie było znane lub doręczenie mu nakazu nie mogło nastąpić w kraju[20].

Odmowa wydania nakazu zapłaty miała miejsce również, jeżeli jedna z powyższych okoliczności zachodziła choćby co do części roszczenia lub przeciwko jednemu ze współpozwanych. Od odmowy wydania nakazu nie przysługiwało zażalenie, jednak powód mógł w ciągu miesiąca żądać skierowania sprawy do zwykłego postępowania. Brak takiego żądania nie pozbawiał powoda prawa do ponownego wytoczenia powództwa.
Od nakazu zapłaty w postępowaniu upominawczym przysługiwał pozwanemu sprzeciw, który mógł być wniesiony w dowolnej formie i pod jakąkolwiek nazwą na piśmie lub ustnie do protokołu w sądzie, również bez przytoczenia jakichkolwiek podstaw, faktów i dowodów. O tego rodzaju możliwości pozwany winien być pouczony wraz z doręczeniem nakazu.
W razie skutecznego wniesienia sprzeciwu nakaz zapłaty tracił moc w całości, nawet jeżeli sprzeciw dotyczył tylko części roszczenia lub był zgłoszony tylko przez jednego ze współpozwanych. Sprzeciw tylko co do części roszczeń ujętych w pozwie, a nie części pojedynczego roszczenia skutkował utratą mocy przez nakaz jedynie w zaskarżonym zakresie. Dodatkowo w razie skutecznego wniesienia sprzeciwu sąd wyznaczał rozprawę oraz zarządzał doręczenie jego odpisu powodowi. Jeżeli sprzeciw był spóźniony sąd odrzucał go bez rozprawy.

## Nakaz zapłaty obecnie
Nakaz zapłaty jako rodzaj orzeczenia sądowego wymieniony jest obecnie w art. 3531 § 1 Kodeksu postępowania cywilnego. Sąd rozstrzyga sprawę poprzez wydanie nakazu zapłaty wyłącznie jeżeli przepis szczególny tak stanowi, a do nakazu stosuje się odpowiednio przepisy o wyrokach, jeżeli sam Kodeks nie stanowi inaczej.
Istotą nakazu zapłaty jest:
- w postępowaniu upominawczym – propozycja rozstrzygnięcia sporu w sposób zgodny w całości z żądaniem powoda, która w przypadku niezaskarżenia jej w terminie przez pozwanego – staje się wiążąca dla obu stron;
- w przypadku postępowania nakazowego – skrócenie postępowania i wzmocnienie ochrony interesów powoda, gdy przedstawione przez niego dowody należą do określonych w ustawie kategorii dokumentów, bądź to mających walor silnego dowodu, bądź uzasadniających interes społeczny w udzieleniu powodowi szczególnej ochrony.